# Chierici regolari teatini

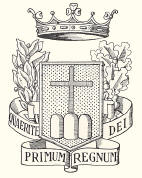
Lo stemma dei teatini: d'oro, alla croce latina di rosso su monte di tre cime di verde; cartiglio con il motto QUAERITE PRIMUM REGNUM DEI

I chierici regolari teatini (in latino Ordo clericorum regularium vulgo Theatinorum) sono un istituto religioso maschile di diritto pontificio: i chierici regolari di questo ordine pospongono al loro nome la sigla C.R.
L'ordine, espressione del rinnovamento della vita ecclesiastica segnato dalla riforma cattolica antecedente il concilio di Trento, sorse con lo scopo di restaurare nella Chiesa la regola primitiva di vita apostolica; fu fondato nella basilica di San Pietro in Vaticano a Roma il 14 settembre 1524 da san Gaetano Thiene e Gian Pietro Carafa (all'epoca episcopus theatinus, cioè vescovo di Chieti, donde il soprannome di teatini) e fu approvato da papa Clemente VII con breve del 24 giugno 1524.

## Storia

### Le origini

Gaetano Thiene, principale fondatore dell'ordine: dipinto di Giambattista Tiepolo

I teatini sono espressione del rinnovamento della vita ecclesiastica segnato dalla riforma cattolica agli inizi del XVI secolo. L'ordine venne fondato da Gaetano Thiene, Gian Pietro Carafa (poi papa Paolo IV), Bonifacio de' Colli e Paolo Consiglieri, tutti membri dell'Oratorio del divino amore a Roma, con il fine di riformare il clero e di restaurare la regola primitiva di vita apostolica.
I quattro esposero il loro progetto di costituire una fraternità di preti riformati al pontefice. Tuttavia i fondatori non avevano intenzione di istituire un nuovo ordine. Il Carafa, scrivendo all'amico Gian Matteo Giberti (1º gennaio 1533), affermava: «...Che non paresse che si volesse far nova religione, si come in verità non volemo ne patemo. Et se ben potessimo, non vorriamo perché non volemo esser altro che chierici viventi secondo li sacri canoni in communi et de communi et sub tribus votis, perciocché questo è il mezzo convenientissirno a conservar la comune vita clericale».
Con il breve Exponi nobis del 24 giugno 1524 papa Clemente VII concesse ai chierici: di emettere i tre voti di povertà, obbedienza e castità; di condurre vita fraterna in comunità portando l'abito clericale in qualunque luogo da loro scelto sotto la protezione della Sede Apostolica; di eleggere ogni anno un superiore (che avrebbe portato il titolo di preposito) la cui carica poteva essere riconfermata non oltre un triennio; la facoltà di ammettere nuovi soci dopo un noviziato annuale; di poter provvedere agli uffici liturgici secondo i canoni; inoltre Clemente VII estese alla loro comunità i privilegi dei Canonici regolari lateranensi.
I quattro emisero la loro solenne professione dei voti il 14 settembre 1524, nella basilica di San Pietro in Vaticano, nelle mani del vescovo di Caserta Giovan Battista Boncianni, delegato del pontefice.

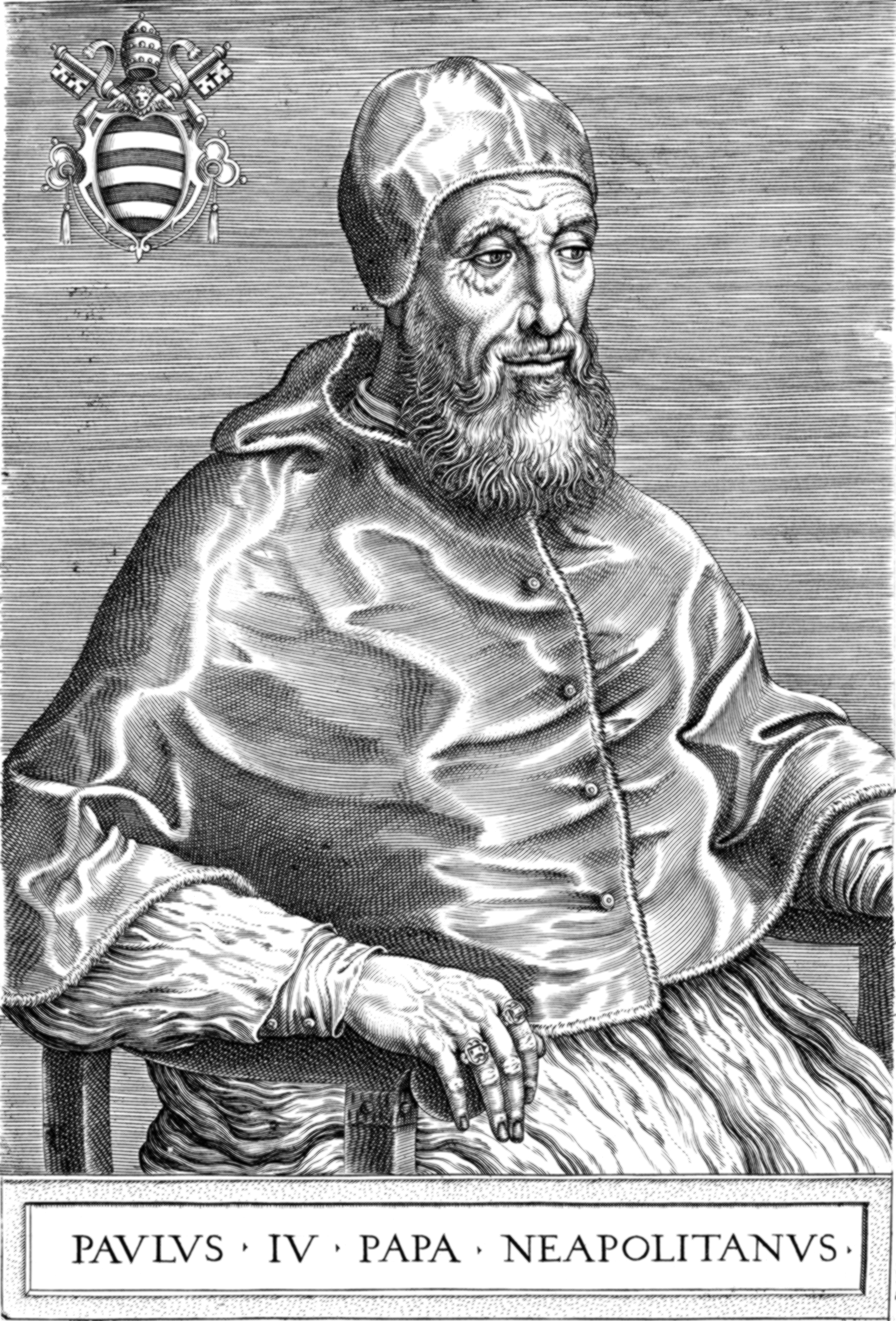
Papa Paolo IV (Gian Pietro Carafa), cofondatore e primo preposito generale dell'ordine

Il nome di teatini, ovvero "di Chieti", venne dato sin dall'inizio ai chierici del nuovo ordine: esso deriva dal titolo di Gian Pietro Carafa (primo preposito della congregazione) di vescovo di Chieti (in latino Theate). La denominazione ufficiale fu sempre quella di "chierici regolari", senza altre aggiunte.
La prima sede della comunità di sacerdoti fu presso la chiesa di San Nicola dei Prefetti in Campo Marzio: oltre a celebrare l'ufficio divino, i teatini si dedicavano allo studio e all'assistenza agli ammalati presso il vicino ospedale di San Giacomo in Augusta.
Il 30 aprile 1525 venne ammesso nell'ordine il primo postulante, il futuro cardinale di Trani Gianbernardino Scotti, e poi altri candidati (quasi tutti provenienti dall'Oratorio del divino amore) che portarono a dodici il numero dei chierici teatini.
I teatini ebbero poi come sede un edificio sul Pincio, che divenne un importante centro di spiritualità. Durante il sacco di Roma Gaetano e i suoi compagni vennero fatti prigionieri: riuscirono a mettersi in salvo e a rifugiarsi a Venezia, dove venne aperta la prima filiale dell'ordine presso la chiesa di San Clemente. Il 14 settembre 1527 Gaetano di Thiene venne eletto preposito della congregazione e poco tempo dopo la sede dell'ordine venne trasferita in San Nicola da Tolentino (30 novembre 1527).

### L'espansione dell'ordine

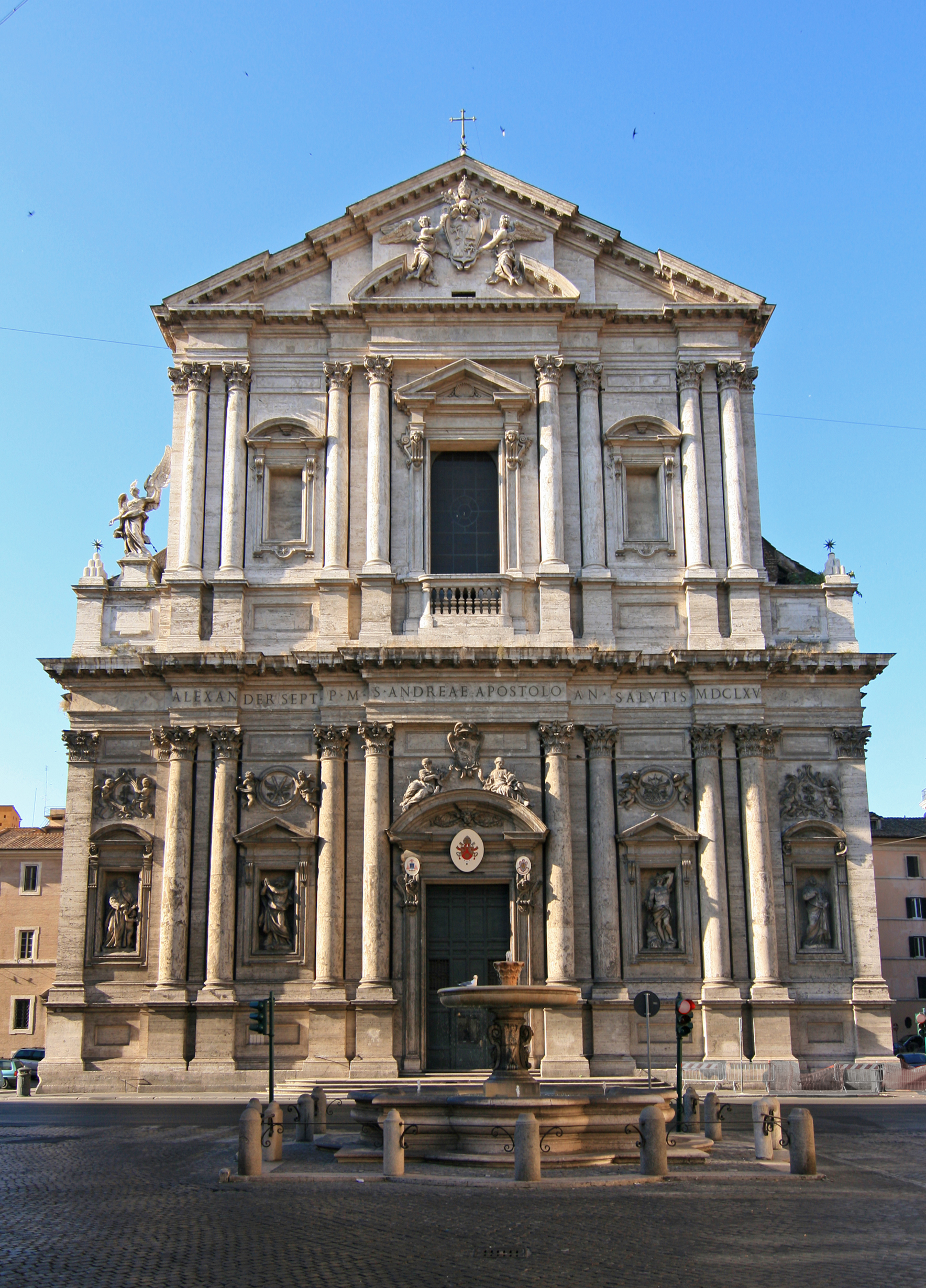
La basilica di Sant'Andrea della Valle, casa generalizia dell'ordine

Negli anni successivi i teatini fondarono comunità in numerose città italiane: prima a Verona (1528), dove vennero chiamati dal vescovo Gian Matteo Giberti.
L'11 febbraio 1533 venne fondata una casa anche a Napoli e nel 1538, grazie all'arcivescovo Oliviero Carafa (zio di Gian Pietro), ottennero come sede la basilica di San Paolo Maggiore: nella città partenopea, dove era stata forte l'influenza dei "criptoluterani" di Juan de Valdés, i chierici vennero impiegati, per la prima volta, in funzione antiereticale; sotto la direzione dei teatini ebbe inizio a Napoli il Monte di Pietà, da cui ebbe origine il Banco di Napoli.
Con breve del 7 marzo 1533 papa Clemente VII riconobbe personalità giuridica all'ordine..
Eletto papa col nome di Paolo IV, nel 1555 il Carafa diede ai chierici del suo ordine, come sede generalizia, la chiesa di San Silvestro al Quirinale.
A Vicenza (città d'origine del loro fondatore) giunsero nel 1595, invitati dal vescovo Michele Priuli per collaborare all'attuazione della riforma tridentina; vi costruirono la chiesa di San Gaetano Thiene e vi rimasero fino al momento della soppressione napoleonica del 1810. Nel 1602 arrivarono a Palermo, stabilendosi prima nella chiesa di Santa Maria della Catena, e poco dopo nella chiesa di San Giuseppe dei Teatini.
Le prime filiali all'estero vennero aperte a opera di Placido Mirto Frangipane in Spagna (a Madrid e poi a Saragozza e Barcellona); nel 1644 venne fondata una comunità a Parigi, dove Guarino Guarini realizzò per i teatini la chiesa di Sant'Anna presso il palazzo del Louvre; nel 1648 giunsero a Lisbona; grazie alla protezione dell'elettore Ferdinando Maria di Baviera e a sua moglie Enrichetta Adelaide di Savoia i teatini giunsero a Monaco, dove eressero la Theatinerkirche; altre case vennero poi aperte a Praga, a Varsavia e a Vienna.
I teatini si aprirono presto all'apostolato missionario: nel 1626 i primi religiosi dell'ordine raggiunsero la Georgia, l'Armenia e la Colchide; nel 1639 vennero inviati nelle Indie orientali e nel 1687 nel Borneo.
Il 23 maggio 1627 papa Urbano VIII affidò loro la formazione dei missionari nel collegio di Propaganda Fide (l'attuale università Urbaniana).
Nel 1906, sotto il generalato di Francesco di Paola Ragonesi, i primi missionari teatini giunsero negli Stati Uniti d'America, in Colorado.

### Decadenza e rinascita
Verso la fine del XVIII secolo, a causa delle leggi eversive e degli sconvolgimenti politici, iniziò la decadenza dell'ordine.
La restaurazione dei teatini venne avviata da papa Pio X, che affidò tale missione al cardinale José de Calasanz Félix Santiago Vives y Tutó. Il 15 dicembre 1909, con il breve Auspicato, ai teatini vennero uniti i Figli della Sacra Famiglia di Josep Manyanet y Vives (che riottennero l'autonomia nel 1916) e nel 1910 vennero fusi con la congregazione di Sant'Alfonso Maria de' Liguori, sorta a Maiorca nel 1867.

## Le teatine

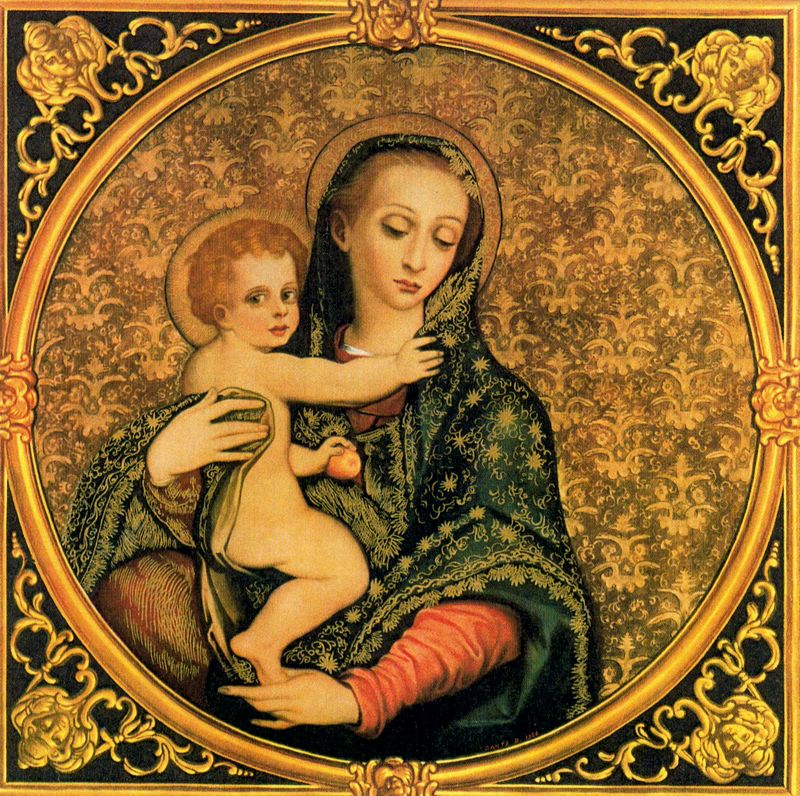
La Madonna della Purità, santa patrona dell'ordine (opera di Luis de Morales)

Anche se quella di dare inizio a un ramo femminile dell'ordine non era nelle intenzioni dei fondatori, a opera di Orsola Benincasa sorsero a Napoli le congregazioni delle oblate e delle romite, dette teatine perché affidate, sin dal principio, alla direzione spirituale dei chierici teatini.
Dalle oblate teatine derivano le suore teatine dell'Immacolata Concezione di Maria Vergine, sorte a Palermo nel 1865.

## La spiritualità dell'ordine
La spiritualità dell'ordine è sacerdotale e apostolica; la vita dei teatini è un equilibrato connubio di azione e contemplazione; devozioni tipiche dei teatini sono quella alla Madonna della Purità (patrona dell'ordine) e quella dell'abitino ceruleo dell'Immacolata Concezione (ispirato, secondo la tradizione, dalla Vergine a Orsola Benincasa).
Gaetano di Thiene, il fondatore principale, venne beatificato da papa Urbano VIII l'8 ottobre 1629 e venne proclamato santo da papa Clemente X il 12 aprile 1671: le sue spoglie giacciono nella basilica napoletana di San Paolo Maggiore.
Oltre al fondatore, tra i teatini elevati all'onore degli altari vanno ricordati i santi Andrea Avellino e Giuseppe Maria Tomasi e beati Paolo Burali e Giovanni Marinoni.

## Attività e diffusione
I teatini si dedicano al ministero sacerdotale, all'istruzione della gioventù e alle missioni.
I teatini sono presenti in Argentina, Brasile, Colombia, Italia, Messico, Paesi Bassi, Spagna, e Stati Uniti d'America; la sede generalizia dell'ordine è presso la basilica di Sant'Andrea della Valle in piazza Vidoni a Roma.
Al 31 dicembre 2014 l'ordine contava 33 case e 171 membri, dei quali 133 sacerdoti.